# Zlato
Zlato (chemická značka Au, latinsky aurum) je chemicky odolný, velmi dobře tepelně i elektricky vodivý, ale poměrně měkký drahý kov žluté barvy. Již od dávnověku byl používán pro výrobu dekorativních předmětů a šperků a jako platidlo. V současné době je navíc důležitým materiálem v elektronice, kde je ceněn jeho nízký přechodový odpor a odolnost proti korozi. V přírodě se vyskytuje zejména ryzí.
Vznik zlata je spojen v menší míře s explozí supernov a ve větší pak s kolizí neutronových hvězd. Tyto kosmické procesy poskytují dostatečné množství energie k tomu, aby se protony a neutrony mohly sloučit do podoby těžkého atomu zlata.

## Základní fyzikálně-chemické vlastnosti

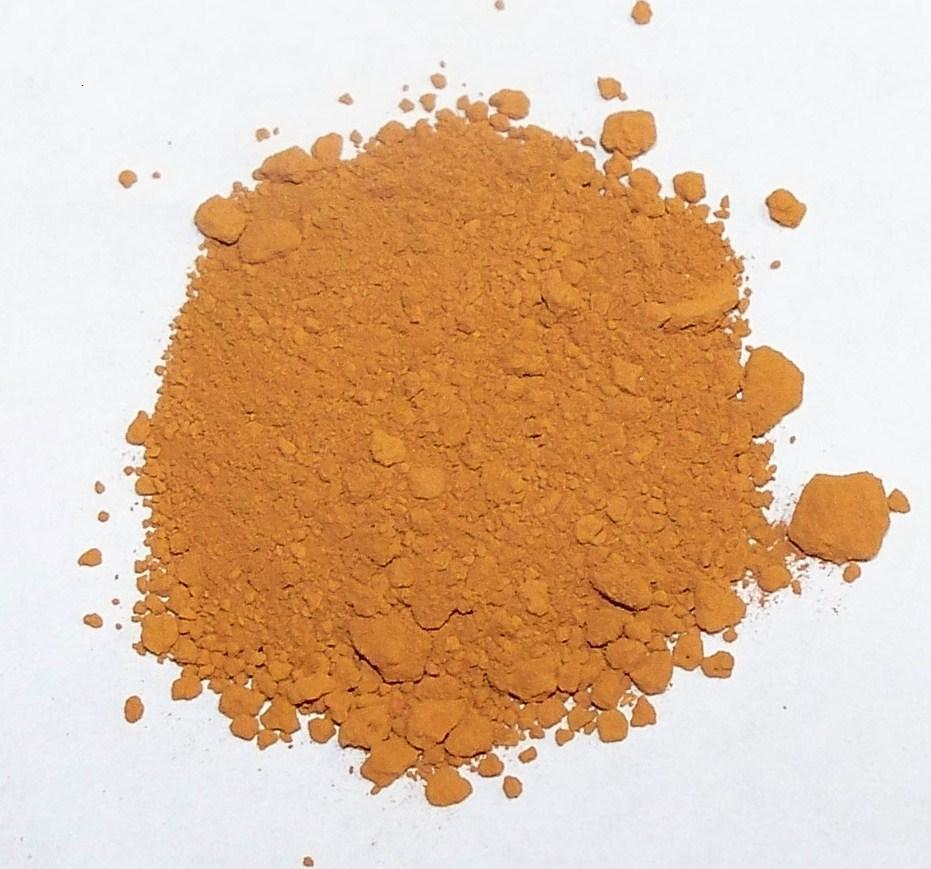
Čistá zlatá sraženina získaná procesem s lučavkou královskou

Zlato je chemicky velmi odolný kov. Z běžných anorganických kyselin reaguje pouze s lučavkou královskou (směs HNO3 a HCl), jíž se rozpouští za vzniku tetrachlorozlatitanového aniontu [AuCl4]−. V alkalickém prostředí se zlato rozpouští v přítomnosti kyanidových iontů (za přítomnosti kyslíku), přičemž vzniká komplexní kyanozlatnan [Au(CN)2]−.
Speciální případ představuje rozpouštění zlata v elementární rtuti. Již středověcí alchymisté věděli, že při kontaktu zlata se rtutí velmi snadno vzniká zvláštní roztok zlata ve rtuti, amalgám. Amalgám přitom zůstává kapalný i při poměrně vysokých obsazích zlata. Zahřátím amalgámu na teplotu nad 300 °C se rtuť odpaří a zbude ryzí zlato.
V roce 1997 objevili japonští chemici směs organických sloučenin, která údajně rozpouští zlato.[zdroj?] Jde o směs jodu, tetraethylamoniumjodidu a acetonitrilu, která při teplotě varu (82 °C) tvoří nasycený roztok. Snížením teploty roztoku pod 20 °C se z roztoku vysráží čistý kov. Zlato je také rozpustné ve vodném roztoku jodidu draselného a jodu. Pomocí tohoto roztoku lze snadno rozpouštět především tenké vrstvy zlata.
Zlato je mimořádně trvanlivé a odolné vůči povětrnostním i chemickým vlivům. Pevnost a tvrdost zlata je možné zvýšit přidáním jiných kovů.

## Výskyt v přírodě a získávání

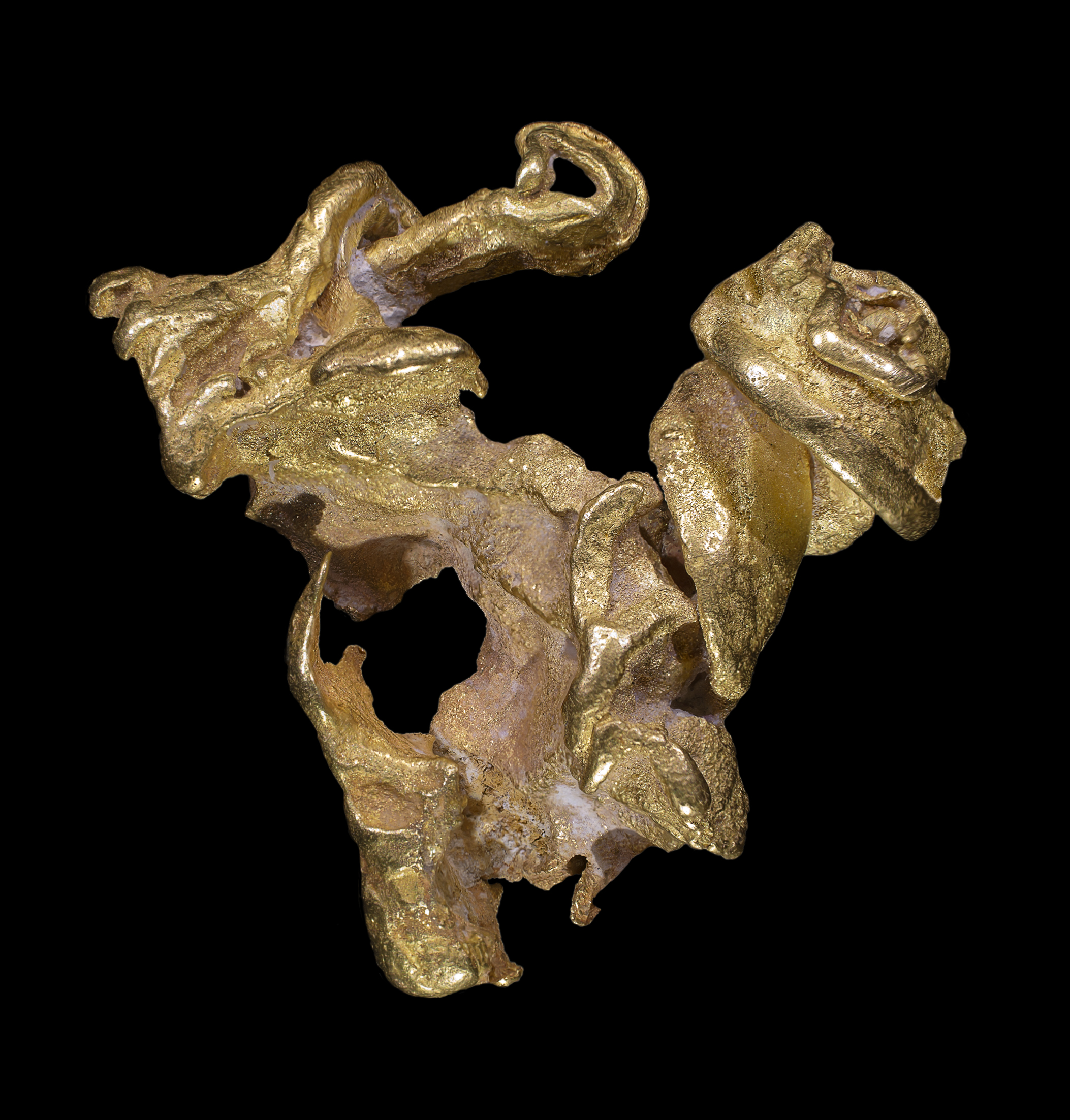
Přírodní kovové zlato

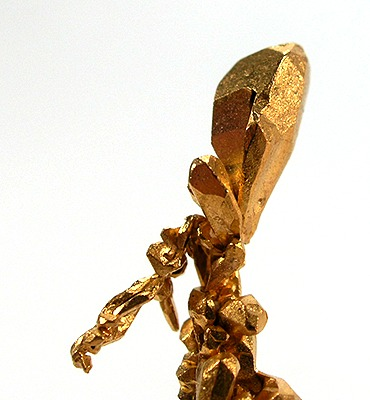
Krystalické zlato z dolu Mina Zapata, Santa Elena de Uairen, Venezuela. Velikost: 3.7 × 1,1 × 0,4 cm.

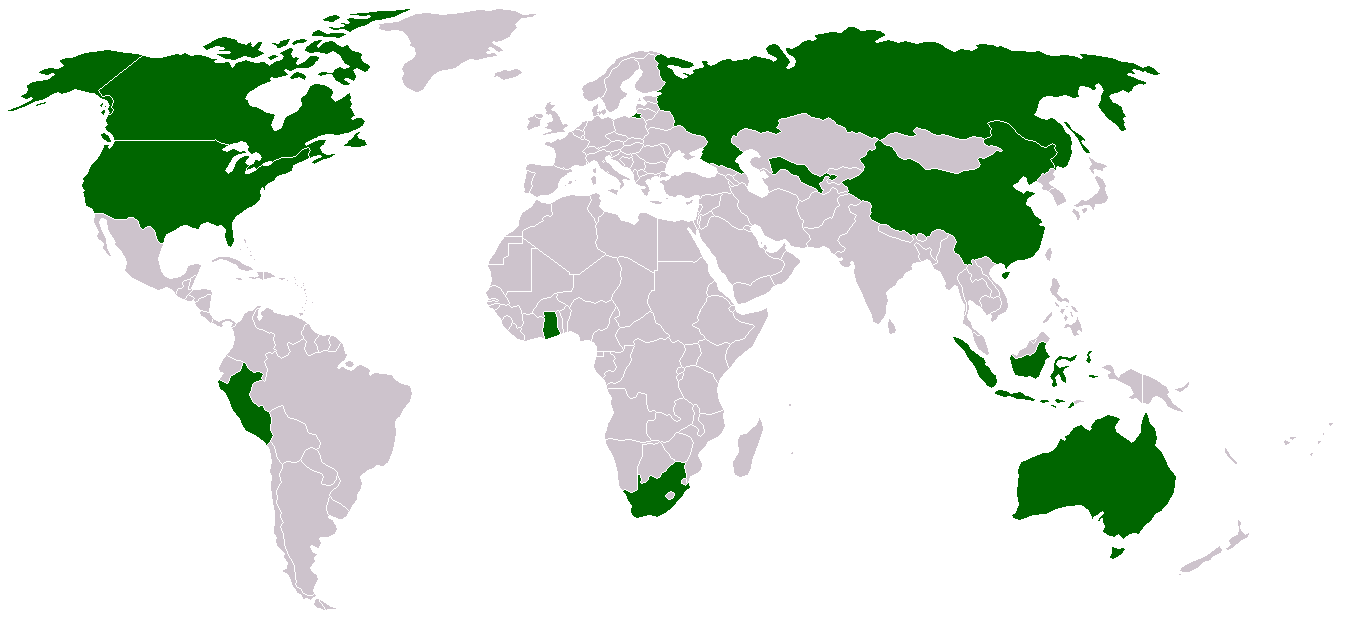
Deset států pokrývá 67 % světové produkce zlata

Zlato jako další těžší prvky vzniká hvězdnou nukleosyntézou, buď při výbuchu supernovy, nebo pravděpodobněji při srážce neutronových hvězd.
Zlato je v zemské kůře značně vzácným prvkem. Průměrný obsah činí pouze 4 – 5 ppb (μg/kg). V mořské vodě je jeho koncentrace značně nízká, přesto však díky vysoké koncentraci chloridových iontů ne zcela zanedbatelná – uvádí se hodnota 0,011 μg Au/l. Ve vesmíru připadá na jeden atom zlata přibližně 300 miliard atomů vodíku.
V horninách se díky své inertnosti vyskytuje prakticky pouze jako ryzí kov. Krychlový nerost tvoří plíšky a zrna uzavřená nejčastěji v křemenné výplni žil. Krystaly nejsou hojné, často mikroskopicky rozptýleny v šedém žilném křemeni.
Vyskytuje se ryzí nebo ve slitině se stříbrem (elektrum). Po rozrušení žil se dostává do náplavů a odtud se rýžuje. Nejbohatší světová naleziště jsou v jižní Africe, na Uralu, v Austrálii; valouny zlata (nugety, až kilogramové) v Kanadě a na Sibiři. Viz také zlato (minerál).
Největší producenti zlata (podle The Atlantic, 2008): 1. Jihoafrická republika 11,0 % světové produkce, 2. USA 10,5 %, 3. Austrálie 10,1 %, 4. Čína 9,7 %, 5. Peru 8,2 %, 6. Rusko 6,2 %, 7. Kanada 4,2 %
Těžba zlata ve světě (za rok 2013, v tunách, podle U. S. Geological Survey):
1. Čína 420
2. Austrálie 255
3. USA 227
4. Rusko 220
5. Peru 150
6. JAR 145
7. Kanada 120
8. Mexiko 100
9. Uzbekistán 93
10. Ghana 85

V současné době jsou rýžovatelná ložiska zlata již většinou vyčerpána. Avšak v historii bylo rýžování první a jednou z nejvýznamnějších metod získávání zlata z přírody. Všechny metody rýžování jsou založeny na principu gravitační separace lehčích částic písku. Dnes se proto těží primární ložiska, kde je zlato velmi jemně rozptýleno v hornině a kov je z horniny získáván hydrometalurgicky procesem zvaným loužení.
Proces spočívá v jemném namletí horniny, aby se do kontaktu s loužicím roztokem mohla dostat většina přítomných mikroskopických zlatých zrnek. Namletá hornina se potom louží buď kyselým roztokem s vysokým obsahem chloridových iontů a oxidačním prostředím (např. sycení plynným chlorem nebo přídavky kyseliny dusičné) nebo naopak roztokem alkalických kyanidů za probublávání vzdušným kyslíkem.
Z loužicího roztoku se poté zlato získává redukcí, např. průchodem elektrického proudu roztokem – elektrochemicky, kdy se kovové zlato vyloučí na záporné elektrodě – katodě. Redukci je možno provést i chemicky přídavkem vhodného redukčního činidla (hydrazin, kovový hliník apod.).
Amalgamační způsob těžby zlata z rud byl používán v minulosti pro těžení náplavů, v nichž bylo zlato přítomno ve formě větších oddělených zrnek, která se však již obtížně získávala rýžováním. Pro tento účel byla zlatonosná hornina kontaktována s kovovou elementární rtutí.
Vzniklý amalgám zlata byl po oddělení horniny obvykle prostě pyrolyzován a rtuť byla jednoduše odpařena do atmosféry. V současné době se tento postup téměř nepoužívá a pokud ano, je zlato z amalgámu získáváno šetrnějším způsobem bez kontaminace atmosféry parami rtuti.
Do roku 2014 bylo vytěženo přibližně 175 000 tun zlata (krychle o hraně asi 21 m).
Světové zásoby zlata se odhadují na 50 tisíc tun.
Největším vlastníkem zlata jsou Spojené státy americké. Mají celkem 261 498 926 trojských uncí (8 133,5 tun) zlata. Více než polovinu mají uloženu v kentuckém Fort Knoxu, zbytek leží ve West Pointu a Denveru.

### Výskyt v Česku
V Česku jsou zlatonosné žíly ve středních Čechách (např. Jílové u Prahy, Roudný, Veselý kopec u Mokrska, okolí Rožmitálu), v Jeseníkách (Zlaté Hory) a v okolí Kašperských Hor. Vzhledem ke snaze zahraničních firem o průmyslovou těžbu zlata v České republice vzniklo v roce 1996 sdružení Čechy nad zlato, které sdružuje převážně města a obce z potenciálně ohrožených lokalit. V Městě Písek na řece Otava se v historii rýžovalo zlato a kvůli tomu se říká Městu Písek Písek (Rýžování zlata z Písku) Řece Otava se také říkalo zlatonosná Řeka.

### Ekologická rizika těžby zlata

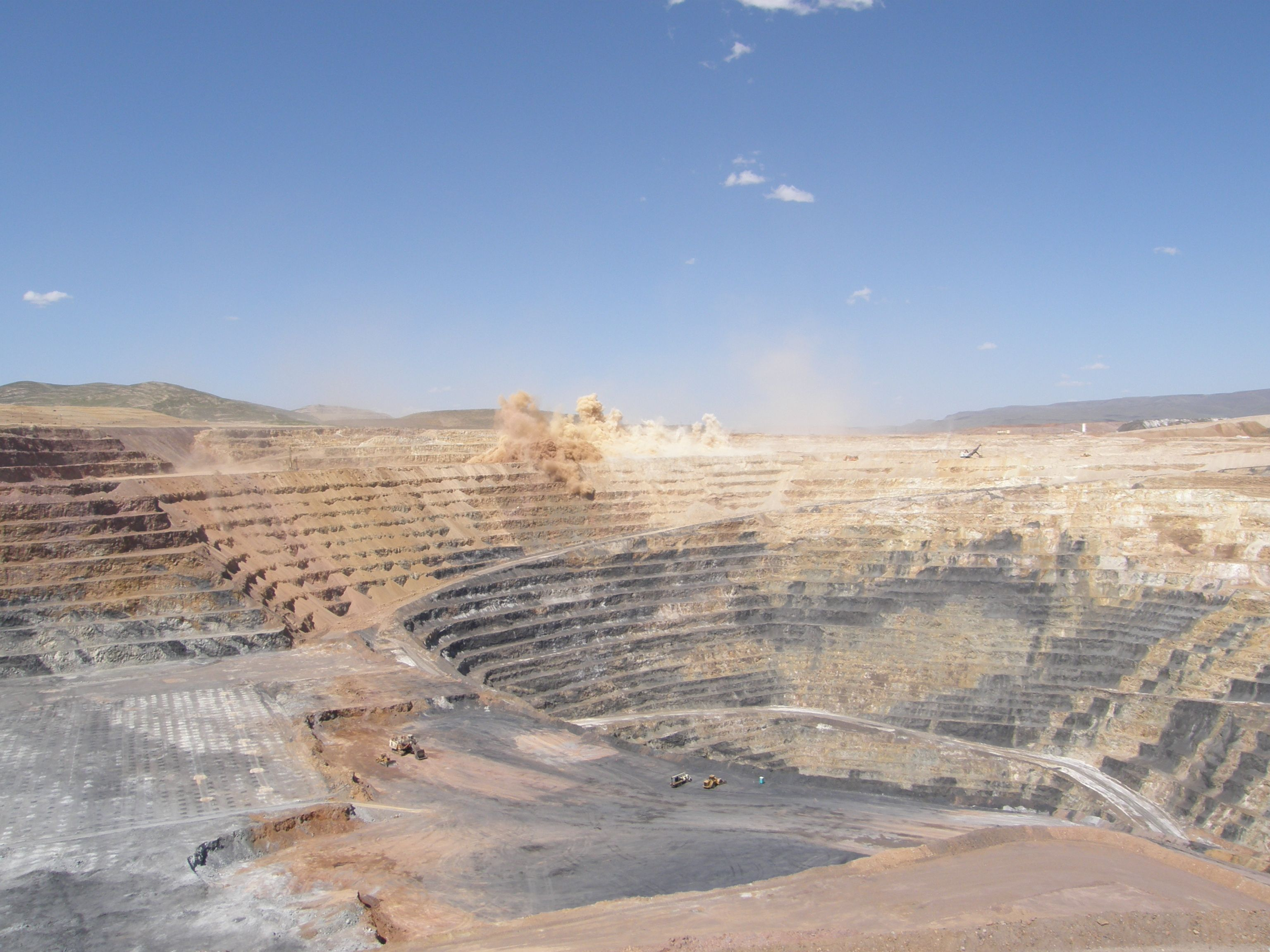
Důl typu Carlin v Nevadě, USA

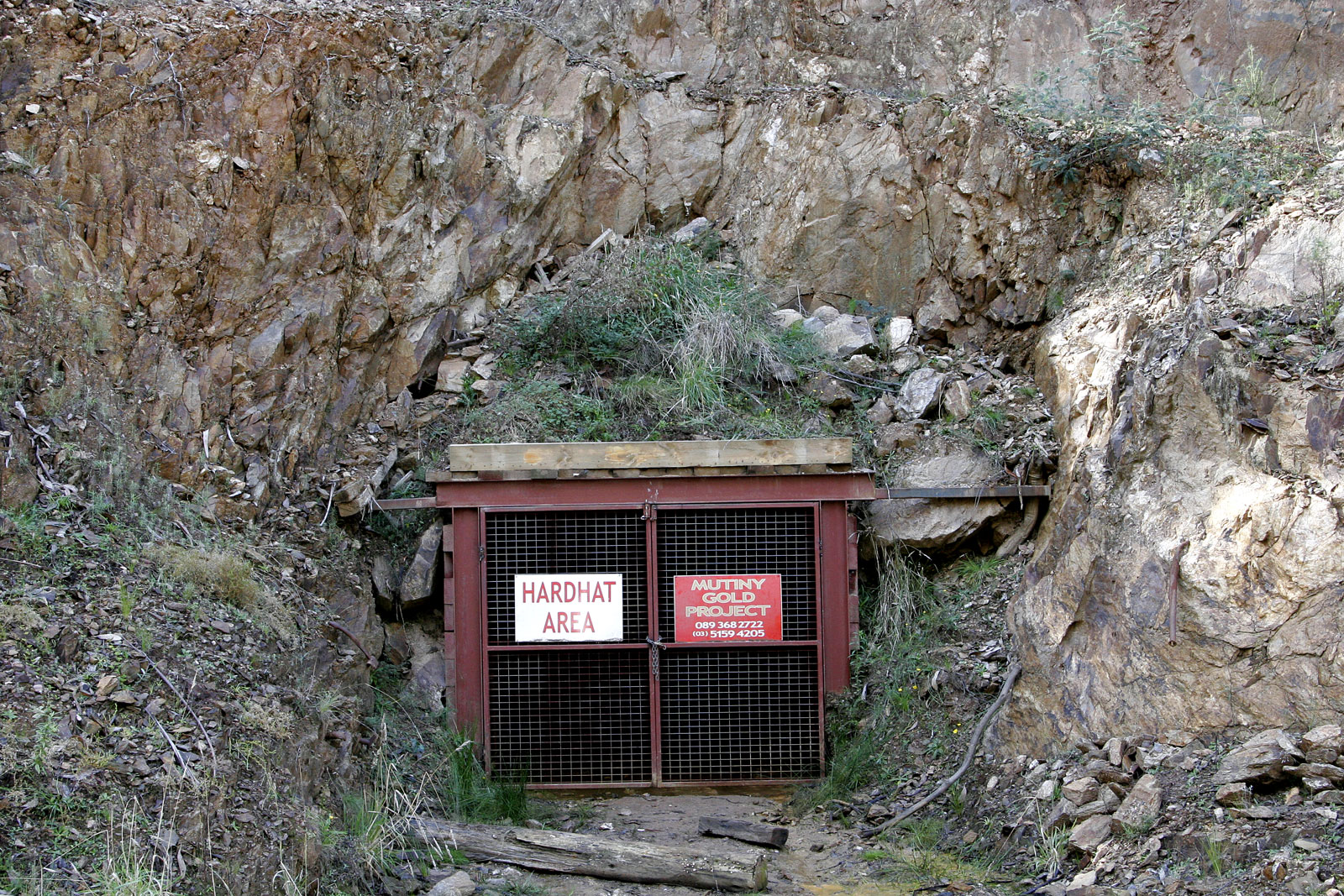
Vstup do podzemního dolu ve Viktorii v Austrálii

Hydrometalurgický postup dobývání zlata z nízkoryzostních rud představuje značně rizikový proces z ekologického hlediska. Nasazení kyanidových roztoků v tunových až stotunových šaržích představuje obrovské riziko v případě, že dojde k havárii. Příkladem může být katastrofální zamoření Dunaje kyanidy a těžkými kovy z rumunského hydrometalurgického provozu Baia Mare v lednu 2000. Výsledkem byla přírodní katastrofa – stovky tun mrtvých ryb a dalších živočichů a porušení životní rovnováhy rozsáhlého území na desítky let. K haváriím podobného druhu došlo několikrát i v USA nebo jihoamerické Brazílii, kdy byla zamořena řeka Amazonka.
Problém je také používání kovové rtuti pro amalgamační způsob těžby zlata, např. v Mongolsku, v Jižní Americe nebo v Africe. Nezanedbatelné jsou i problémy s vhodným uložením tisícitunových kvant vyloužené horniny, jejíž zemědělské využití je v současné době prakticky nemožné.
Kvůli potenciálním rizikům při použití kyanidů jsou vyvíjeny nové metody, jako například loužení v roztoku thiosíranu či thiomočoviny. Rozsáhlejšímu nasazení této metody zatím brání jejich cena související i s obtížnějším získáváním vylouženého zlata.

## Využití

### Šperky, pozlacování
Zlato se používá zejména k výrobě šperků a to ve formě slitin se stříbrem, mědí, zinkem, palladiem či niklem). Samotné ryzí zlato je příliš měkké a šperky z něj zhotovené by se nehodily pro praktické použití. Příměsi palladia a niklu navíc zbarvují vzniklou slitinu – vzniká tak v současné době dosti módní bílé zlato (jako "bílé zlato" se dříve přeneseně označoval např. porcelán, cukr či sůl). Obsah zlata v klenotnických slitinách neboli ryzost se vyjadřuje v karátech (ryzí zlato je 24karátové).
Výroba a dovoz šperků a výrobků ze zlata podléhá puncovnímu zákonu. Šperky a produkty, jak nové, tak i staré určené k prodeji jsou opatřené puncem. Punc je pro každou ryzost jiný.
I velmi tenký zlatý film na povrchu neušlechtilého kovu jej dokáže účinně ochránit před korozí. Pozlacování kovových materiálů se obvykle provádí elektrolytickým vylučováním zlata na příslušném kovu, který je ponořen do zlatící lázně a je na něj vloženo záporné napětí (působí jako katoda). Kromě toho zlacení zvyšuje hodnotu pokoveného předmětu, jako příklad mohou sloužit různé sportovní a příležitostné medaile, pamětní mince, bižuterie apod.
Na nekovové povrchy (dřevo, kámen) se zlato nanáší mechanicky, přičemž se využívá faktu, že kovové zlato lze rozválcovat nebo vyklepat do mimořádně tenkých fólií o tloušťce pouze několika mikrometrů (z 1 g zlata lze vyrobit fólii o ploše až 1 m²). Zajímavé je, že tyto velmi tenké fólie, tzv. pozlátko, mají při pohledu proti světlu zelenou barvu. V tomto případě má zlatá fólie na povrchu pozlacovaného předmětu funkci nejen ochrannou, ale i estetickou (pozlacené sochy, části staveb).
Používá se také k pozlacování těla či potravin (označeno jako E 175).

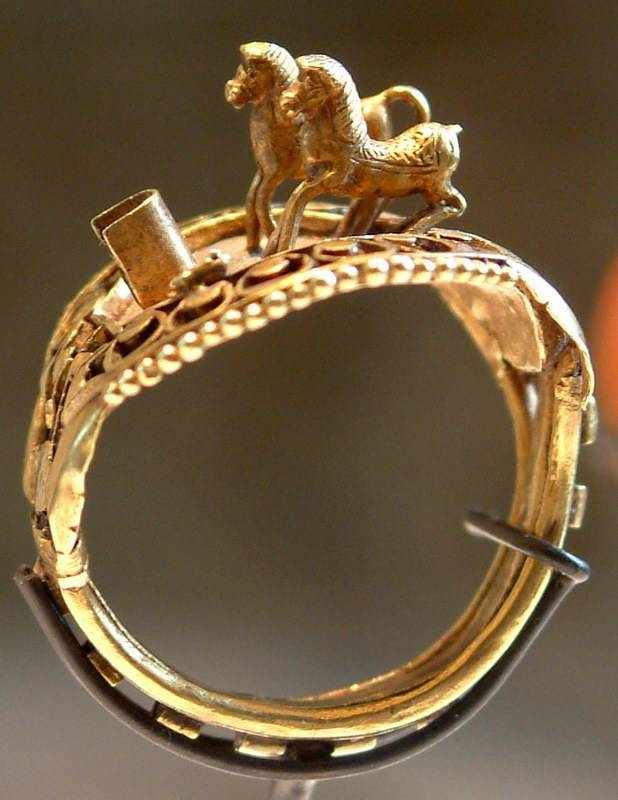
Zlatý prsten faraona Ramsese II, Louvre, Paříž
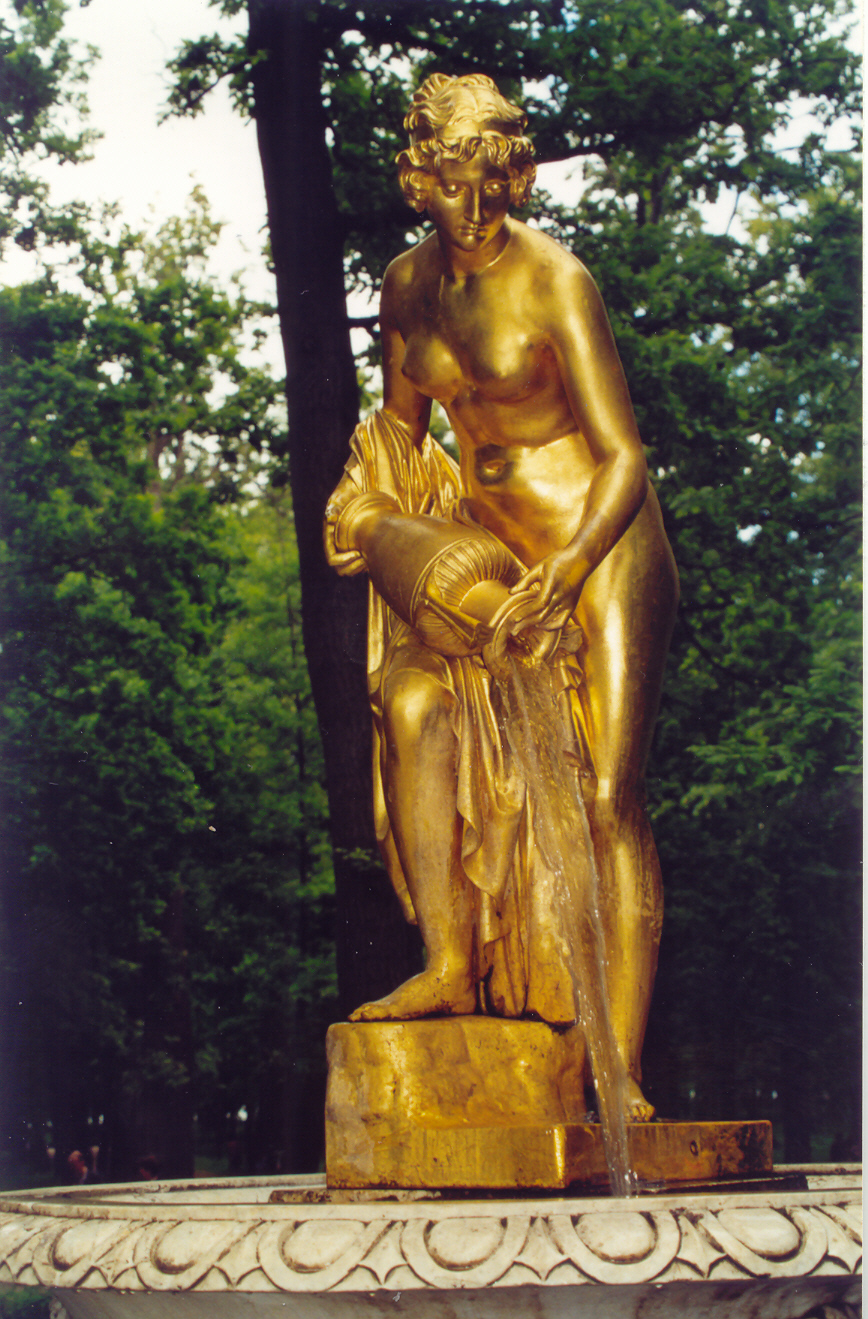
Pozlacená socha v petrohradských Petrodvorcích
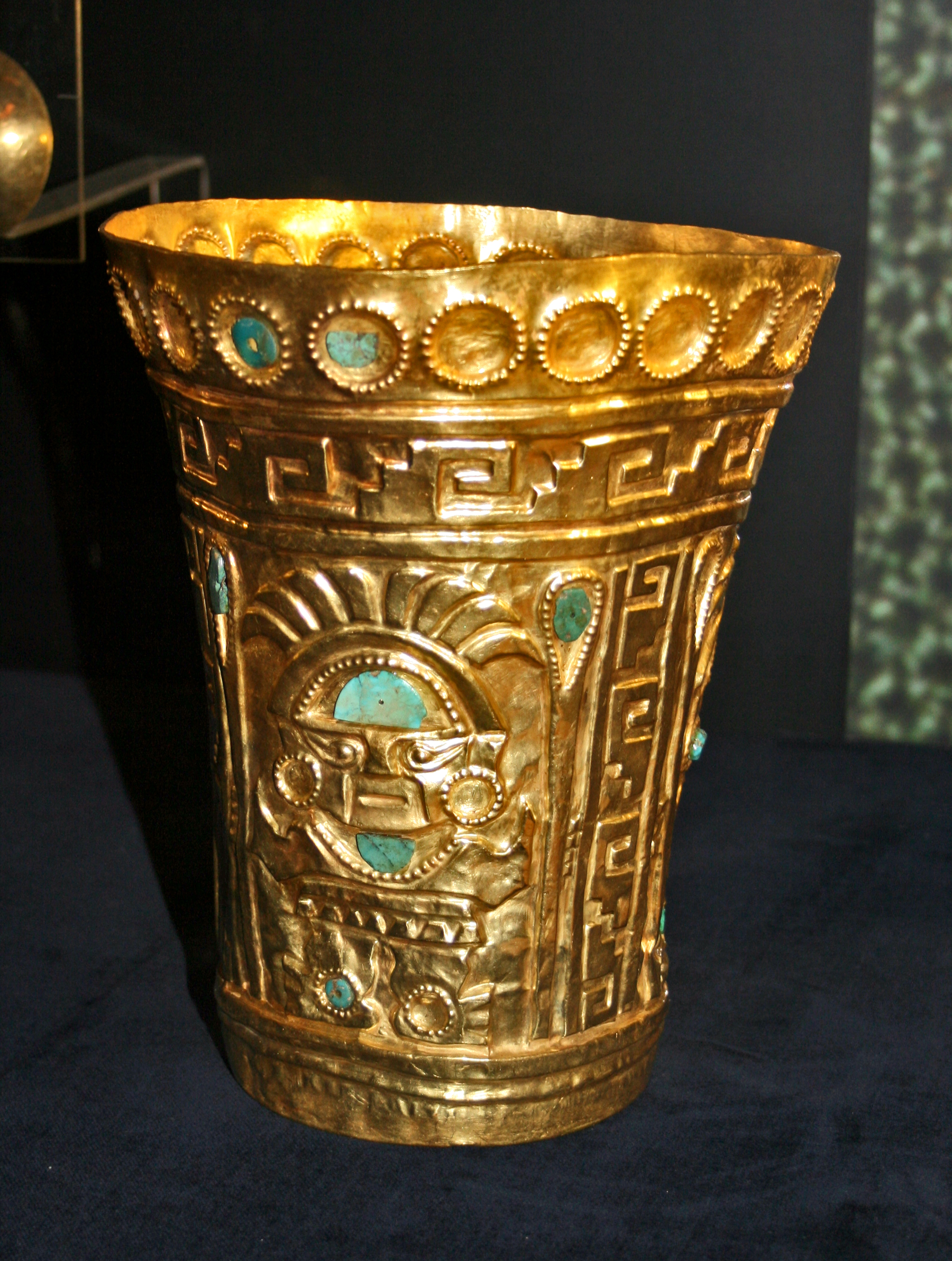
Zlatý pohár z pokladu Inků
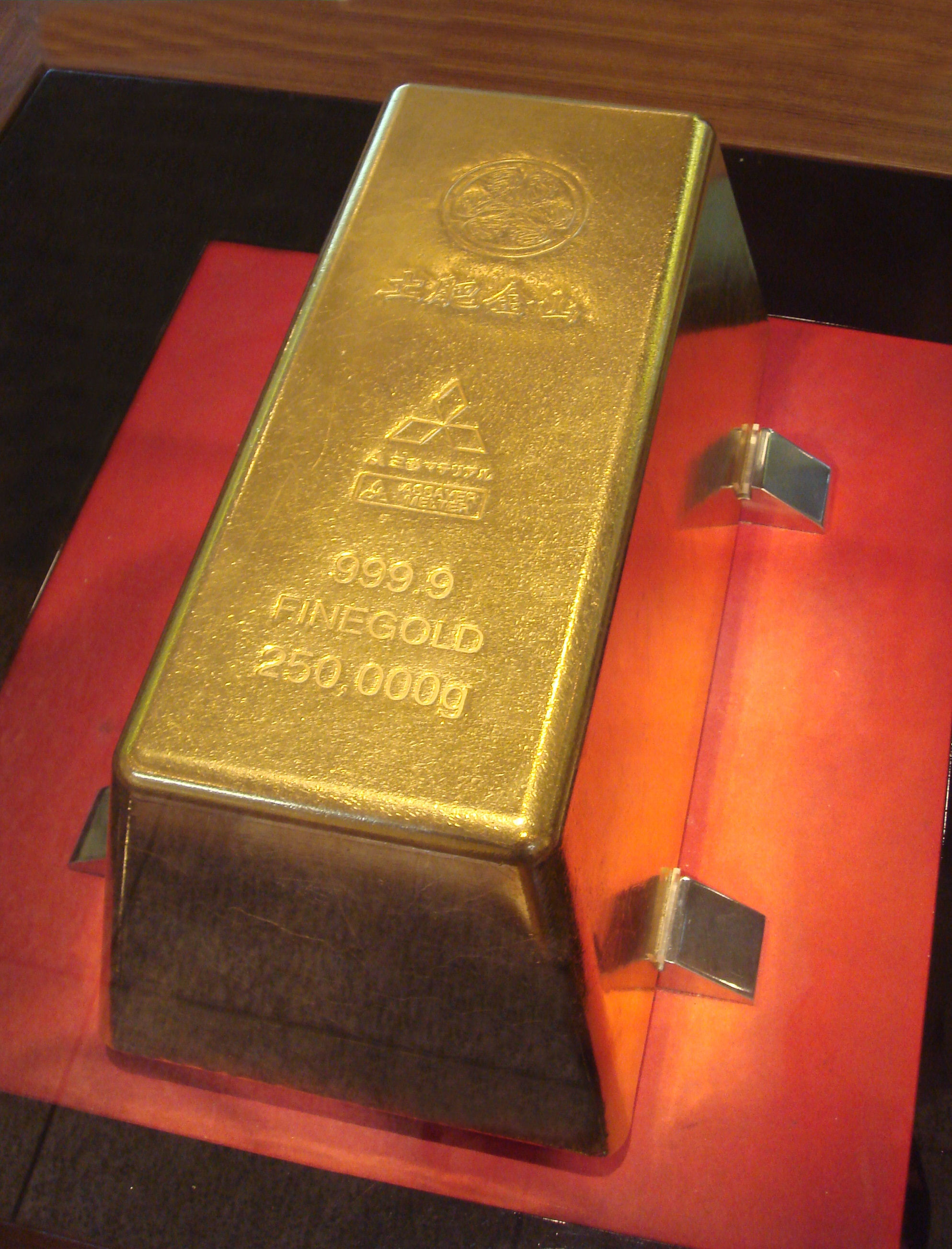
250kg zlatý ingot, Toi Mine, Japonsko
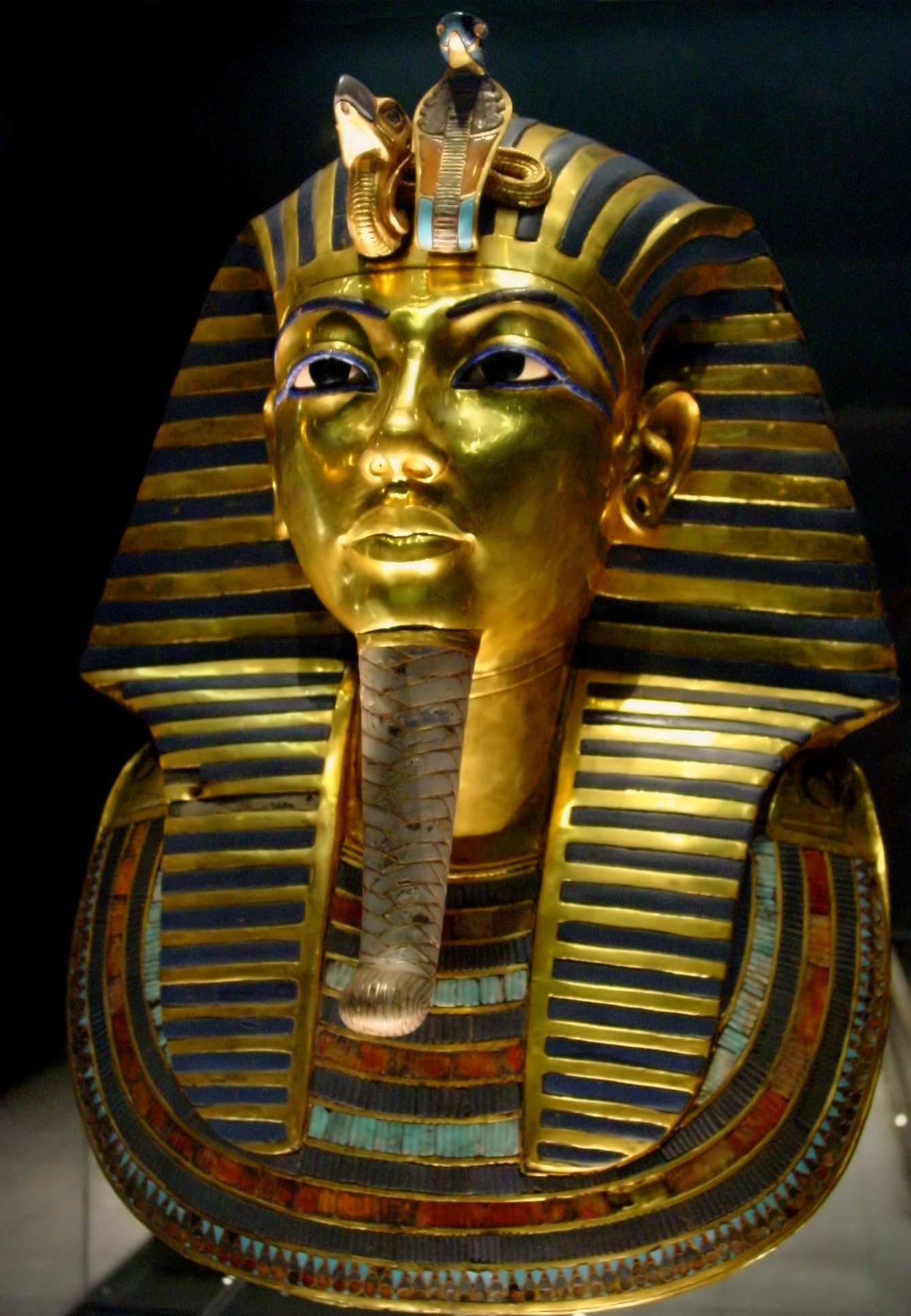
Tutanchamonova pohřební maska

### Průmysl

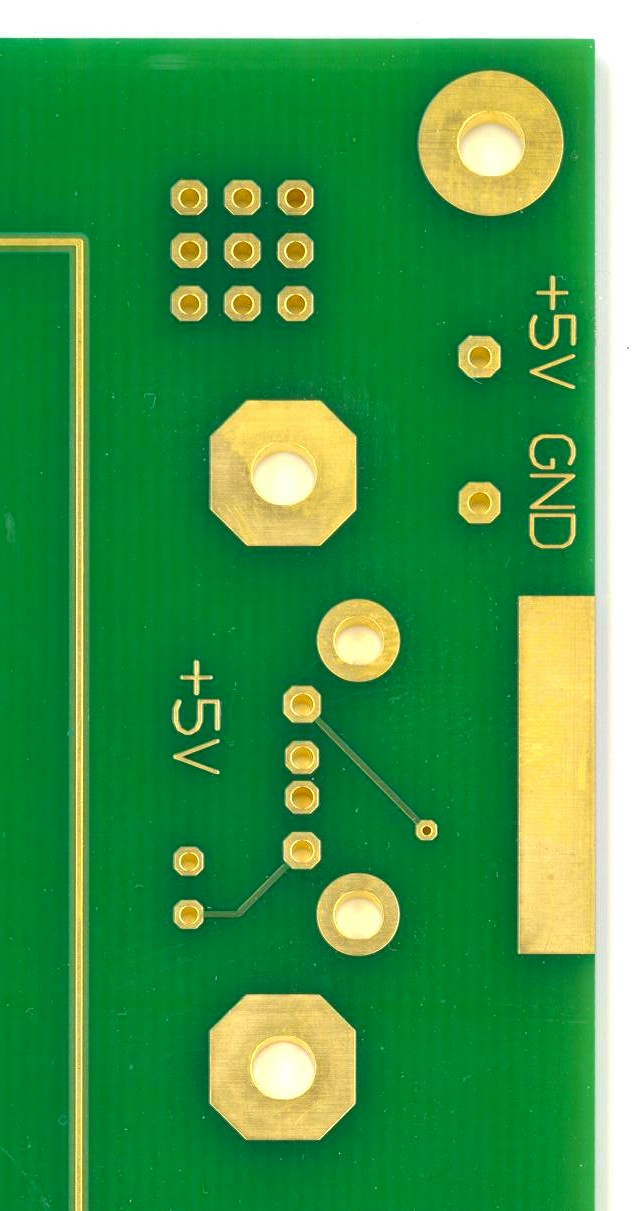
Pozlacené kontakty na plošném spoji

Vzhledem ke své dobré elektrické vodivosti a inertnosti vůči vlivům prostředí je velmi často používáno v mikroelektronice a počítačovém průmyslu. Častým mýtem je, že se zlato v elektronice používá pro svou vynikající elektrickou vodivost. Zlato je poměrně dobře vodivé (má vodivost 43,5 S·m·mm−2), ale lepšími a především mnohem levnějšími vodiči jsou měď (56,2 S·m·mm−2) a stříbro (61,5 S·m·mm−2). Hlavní důvod pro využití zlata v elektronice je jeho vysoká odolnost proti oxidaci (korozi). Vodivost zlata tedy není nejlepší, ale zato se s časem prakticky nemění. Hlavní využití je pak v pozlacení elektricky vodivých kontaktů mezi dvěma vodiči, poněvadž právě na kontaktech má oxidace největší vliv na celkovou vodivost. Když plocha kontaktu zoxiduje a pokryje se vrstvou oxidu daného kovu (což je většinou dobrý izolant – někdy dokonce keramika), tak se mezi oběma vodiči na kontaktu vytvoří bariéra (daného oxidu), která výrazně zvýší celkový odpor (zhorší vodivost). Pro tyto účely se příslušné kontaktní povrchy elektrolyticky pokrývají tenkou zlatou vrstvou.
Zlato se využívá i ve sklářském průmyslu k barvení nebo zlacení skla. Na povrch skleněného předmětu se přitom nejprve štětečkem nanáší roztok komplexních sloučenin zlata v organické matrici. Po vyžíhání se organické rozpouštědlo odpaří a na povrchu skla zůstane trvalá zlatá kresba. Přídavky malých množství zlata do hmoty skloviny se dosahuje zbarvení skla různými odstíny červené barvy.

### Zubní lékařství
Zlato je již dlouhou dobu součástí většiny dentálních slitin, tedy materiálů sloužících v zubním lékařství jako výplně zubů napadených zubním kazem, nebo pro konstrukci můstků a jiných aplikací. Důvodem je především zdravotní nezávadnost zlata, které je natolik chemicky inertní, že ani po mnohaletém působení poměrně agresivního prostředí v ústní dutině nepodléhá korozi. Čisté zlato je však příliš měkké a proto se aplikují jeho slitiny především s mědí, stříbrem, palladiem, zinkem, cínem, antimonem, někdy je součástí dentální slitiny také indium, iridium, rhodium nebo platina.

### Bankovnictví a finanční spekulace
Po dlouhou dobu sloužilo zlato uložené ve státních bankách jako zlatý standard. Centrální banky musely držet fyzicky zlato, kterým garantovaly hodnotu státem vydávané měny. Platilo to takřka globálně až do první světové války. Americký dolar byl tehdy například cenově určen jako 1/20 unce zlata. Tato propojenost znemožňovala vydávat nové a nekryté peníze. To však změnily enormní válečné výdaje a od garancí zlatem se začalo upouštět. Inflace na sebe nenechala dlouho čekat, a Německo postihla dokonce hyperinflace.
Po druhé světové válce se pokusil zabránit stejné situaci Brettonwoodsský měnový systém, který byl uzavřen v červenci roku 1944, a představoval přímé napojení amerického dolaru na zlato a všech ostatních měn na dolar. Dolar měl tehdy hodnotu 1/35 unce zlata. Dohoda však padla roku 1971, což vedlo ke zrušení pevně daných kurzů měn i zlata. Od té doby začala cena měn i zlata podléhat tržní nabídce a poptávce.
Od té doby lze do zlata investovat. Investuje se pak do tzv. investičního zlata, které představuje certifikovaný zlatý slitek. Tento slitek má na sobě vyražený punc a přísluší k němu certifikát. Použité zlato má nejvyšší kvalitu, jedná se o ryzí zlato = 24 karátů = 999/1000. Pro obchodování se jako jednotka hmotnosti používá trojská unce, což odpovídá 31,1035 g. Investiční zlato je dle evropské legislativy osvobozeno od DPH.
Kromě investice do zlata v jeho fyzické podobně může zájemce investovat také do instrumentů, které jsou na jeho cenu navázané. Patří mezi ně například futures kontrakt, ETF, případně CFD kontrakty či různé „zlaté“ fondy a akcie společností, jejichž obchod se zlatem souvisí (např. těžařské společnosti).

### Světová cena zlata

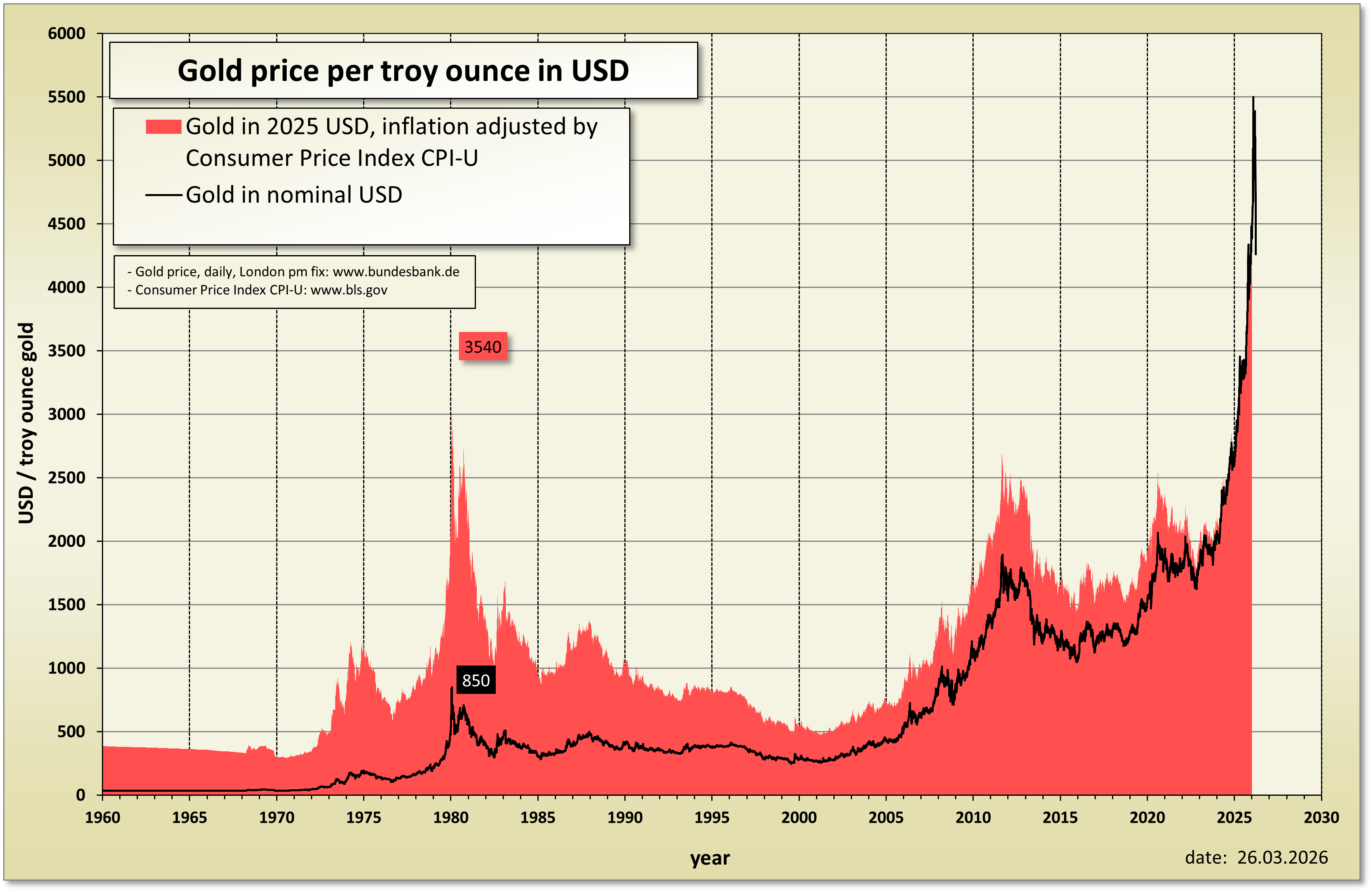
Vývoj ceny zlata na komoditních burzách jak se započítáním inflace, tak i bez něj

Na Zemi je pouze omezená zásoba zlata, která představuje asi 170 tisíc tun zlata. Kvůli tomuto omezení a vlastnostem, jako je stálost, inertnost a odolnost proti korozi, které zlatu předurčují široké využití ve šperkařství, průmyslu a finančnictví, jeho cena z dlouhodobého hlediska neustále roste.
Zlato je proto zajímavou komoditou, se kterou se obchoduje na světových burzách. Základní a nejznámější je burza Londýn, ta zveřejňuje průběžně výsledky obchodování London FIX a London SPOT. Světová cena zlata je pak udávaná v dolarech za trojskou unci (USD/oz).
Dne 14. března 2025 překonala poprvé cena zlata hodnotu 3 000 dolarů za  trojskou unci.

### Platidlo

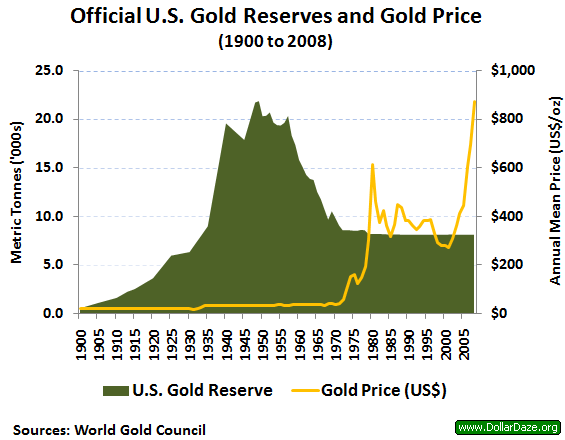
Officiální rezervy zlata v USA (zeleně). Roku 1950 držely USA dvě třetiny světového zlata. Bankovní rezervy zlata byly celosvětově 31 tisíc tun. Nakonec tak byl zlatý standard ukončen.

Zlato a mince z něj ražené byly po tisíciletí rozšířeným platidlem. Ve starověké Číně bylo zlato uznáno jako oficiální platidlo již v roce 1091 př. n. l. Pro měkkost zlata se z něj velice dobře razily zlaté mince. Nejznámější a nejrozšířenější zlatou mincí byl dukát, který byl rozšířený po celé Evropě v královstvích a císařstvích, ale pro svoji oblíbenost se razil a razí dál nejen v České republice, ale i Rakousku a v dalších zemích dodnes.
První nejznámější zlaté mince na území České republiky jsou zlaté keltské mince statéry známé jako duhovky (nacházené po dešti).
XAU je kód pro 1 trojskou unci zlata jako platidla podle standardu ISO 4217.

## Mytologie
V egyptské mytologii se věřilo, že bohové jsou (jejich maso) ze zlata. V řecké vystupuje zlato jako ichor (krev bohů a nesmrtelných), zlatá jablka nesmrtelnosti (které hlídaly Hesperidky) či zlaté rouno. Pro Inky bylo zlato symbolem Slunce (bůh Inti). I Hélios putoval na zlatém člunu. Aztékové věřili, že zlato jsou výkaly bohů.

## Sloučeniny
- Chlorid zlatitý
- Oxid zlatitý
- Kyselina chlorozlatitá
- Dikyanozlatnan sodný